# 沙莫德
沙莫德，是匈牙利巴兰尼亚州所辖的一个村。总面积6.20平方公里，总人口221，人口密度35.6人/平方公里（2011年1月1日）。